# Милиционер с Рублёвки
«Милиционе́р с Рублёвки» — российский комедийно-детективный телесериал, приквел телесериала «Полицейский с Рублёвки».
Премьера состоялась 12 апреля 2021 года на телеканале ТНТ. 29 апреля 2021 года на видеосервисе Premier состоялась премьера фильма о сериале.
Премьера второго сезона состоялась на ТНТ 20 июня 2022 года. Заключительная серия вышла 1 июля 2022 года.

## Сюжет
В 1994 году молодой Владимир Яковлев выпускается из высшей школы милиции и устраивается на работу простым оперуполномоченным в отдел на территории Рублево-Успенского шоссе. Его напарницей становится следователь Мария Гудкова. Вместе героям предстоит раскрыть различные запутанные преступления и хлебнуть абсурда «лихих девяностых».

## В главных ролях
| Актёр               | Роль                                                                                |
| ------------------- | ----------------------------------------------------------------------------------- |
| Артём Сучков        | лейтенант / старший лейтенант милиции Владимир Сергеевич Яковлев оперуполномоченный |
| Ольга Виниченко     | лейтенант / старший лейтенант юстиции Мария Петровна Гудкова следователь            |
| Артём Жигулин       | Денис Сергеевич Яковлев младший брат Володи                                         |
| Юрий Грубник        | полковник милиции Олег Иванович Горшков начальник ОВД Барвиха-Северное              |
| Дмитрий Ячевский    | Сергей Яковлев отец Володи и Дениса                                                 |
| Ирина Князьниделина | Людмила Яковлева мать Володи и Дениса                                               |
| Ольга Шеховцова     | Марина Витальевна Горшкова жена Горшкова                                            |

### В ролях
| Актёр          | Роль                                     |
| -------------- | ---------------------------------------- |
| Ола Кейру      | полицейский из США, друг Володи Рэй Смит |
| Юлия Майборода | бывшая девушка Володи Жанна              |

## Список сезонов
| Сезон | Сезон | Серии | Период трансляции          |
| ----- | ----- | ----- | -------------------------- |
|       | 1     | 16    | 12 — 29 апреля 2021 года   |
|       | 2     | 16    | 20 июня — 1 июля 2022 года |

## Эпизоды

### Первый сезон
| № серии | Премьера   | Название серии              | Описание серии |
| ------- | ---------- | --------------------------- | --- |
| 1       | 12.04.2021 | «Рембо. Вторая кровь»       | 1994 год, молодой опер Яковлев и следователь Гудкова расследуют ответственное дело: они должны прикрыть подпольный рынок пиратских видеокассет, и сделать это максимально быстро. |
| 2       | 12.04.2021 | «МММ»                       | У «нового русского» Эдуарда пропадает чемодан с акциями МММ — мавродиками. Начальник отдела Горшков решает идти в ногу со временем и вкладывает все свои деньги в акции, Яковлев решает не отставать от него. |
| 3       | 13.04.2021 | «„Денди”, новая реальность» | Улика в квартирной краже — игровая приставка «Денди» с отпечатками пальцев преступника. Яковлев с братом Денисом погружается в новую реальность видеоигр, Горшков тоже покупает себе приставку. |
| 4       | 13.04.2021 | «Новый русский»             | «Новый русский» заявляет об угоне шестисотого «Мерседеса» и просит Горшкова посодействовать в поиске. Гудкова разыскивает пропавшего человека, а Яковлев ищет украденную картину, как утверждает потерпевший, подлинник Айвазовского.                                                                                |
| 5       | 14.04.2021 | «Менторея»                  | В своём особняке умирает организатор самой крупной лотереи в России. Яковлев уговаривает Горшкова устроить в отделении милиции собственную лотерею. |
| 6       | 15.04.2021 | «Свет вам, дети мои»        | Горшков и Яковлев уверены, что задержали барыгу с большой партией наркотиков, но белым порошком оказывается новомодное средство для похудения «Хербал Лайт». Милиционеры решают открыть свой маленький бизнес. |
| 7       | 19.04.2021 | «Колдун»                    | В районе участились случаи квартирных краж. Подозрение падает на местного экстрасенса. Яковлев, Горшков и Гудкова устраивают ему ловушку. |
| 8       | 20.04.2021 | «Профилак»                  | Горшков в компании закадычных друзей собирается в санаторий и берёт с собой Яковлева и Гудкову. Намечается отличный отдых, но ночью во время грозы совершено убийство, и теперь вместо отпуска милиционерам предстоит расследование.                                                                                 |
| 9       | 21.04.2021 | «Сказка о челноке и рыбке»  | Яковлев решает стать челноком и продавать вещи из Китая на рынке. Разбогатев, он встречает любовь всей своей жизни — Жанну, но у девушки большие запросы. |
| 10      | 22.04.2021 | «Белоснежка»                | На видеокассетах с мультфильмом записан непотребный фильм, Яковлев и Гудкова должны найти распространителя. Тем временем Горшков, поехав с мужиками на рыбалку, теряется в лесу и попадает в деревенскую избушку. |
| 11      | 26.04.2021 | «Просто Роза»               | Двое в масках грабят почтовое отделение во время показа нового мексиканского сериала. Когда ограбление повторяется, Яковлев и Гудкова нападают на след преступников. |
| 12      | 27.04.2021 | «Зачем усложнять?»          | Яковлев и Гудкова расследуют дело о подделке водки. Горшков влюбляется в стриптизёршу и пытается добиться взаимности. Он поднимает на уши весь отдел и заставляет сотрудников делать вид, что они устраняют беспорядки на улицах, а сам тем временем «охраняет» девушку.                                             |
| 13      | 28.04.2021 | «Призраки»                  | Денис уверен, что возле его школы бродит призрак. Яковлев издевается над братом, пока во время расследования кражи не сталкивается с ним лицом к лицу. Горшков видит архивное фото в газете и понимает, что близок к разгадке величайшей тайны XX века. Он уверен, что знает, кто убил президента США Джона Кеннеди. |
| 14      | 29.04.2021 | «Маскарад»                  | Яковлев и Гудкова под прикрытием ловят грабителей в караоке-клубе. Им предстоит изображать семейную пару. К Горшкову приезжает его давний друг, которому он пятнадцать лет врал, что тоже стал дедушкой. |
| 15      | 29.04.2021 | «Чёрный опер»               | Яковлев фотографирует на «полароид» чёрного опера, дух которого ещё живёт в отделении милиции. Горшкову предстоит разобраться с бандой грабителей, которую, благодаря их связям, невозможно привлечь к ответственности. Всё решит футбольный матч: милиционеры против грабителей.                                    |
| 16      | 29.04.2021 | «Made in USA»               | Американец Рэй Смит разыскивает в Москве крупного наркодилера. Яковлев и Гудкова должны помочь ему в расследовании и провести по всем злачным местам в округе. |

### Второй сезон
| № серии | Премьера   | Название серии               | Описание серии |
| ------- | ---------- | ---------------------------- | --- |
| 1 (17)  | 20.06.2022 | «Поединок»                   | После неудачного задержания группы преступников-каратистов Горшков отправляет Яковлева и Гудкову в секцию каратэ, где вопреки ожиданиям Володи вместо старого японца их встречает обычный физрук. Разочарованный Яковлев не принимает такого учителя и становится жертвой очередного розыгрыша Дениса, который знакомит его с липовым сэнсэем.                                                        |
| 2 (18)  | 20.06.2022 | «Кошмар на Рублёвском шоссе» | Яковлев, Денис, Гудкова и Горшков заключают денежное пари. Выигрыш получит тот, кто сможет выдержать все части «Кошмара на улице Вязов». По мере просмотра ужастиков их начинают мучить настоящие кошмары. |
| 3 (19)  | 21.06.2022 | «Реслинг»                    | Увидев по кабельному каналу модное американское шоу, Яковлев с удивлением узнаёт от Дениса, что все бои в реслинге — постановочные, а зрители охотно платят большие деньги за зрелище. Быстро смекнув, Володя решает устроить реслинг-шоу в родном ОВД «Барвиха». |
| 4 (20)  | 21.06.2022 | «Красная плёнка»             | Пышнотелую даму шантажируют снимком, на котором она изображена в стиле «ню». Потерпевшая утверждает, что фотографировалась в одежде, и обвиняет во всем красную плёнку, на которой все люди якобы получаются без одежды. В голове Яковлева тут же возникает коварный план относительно грядущей встречи выпускников.                                                                                  |
| 5 (21)  | 23.06.2022 | «Doom»                       | У матери Яковлева на работе пропала из сейфа в бухгалтерии значительная сумма денег. Она просит сына найти вора и вернуть деньги. Пропажу Володя обнаруживает быстро, но от матери это утаивает, поскольку заигрался игрой «Doom», установленной на новеньких компьютерах бухгалтерии. |
| 6 (22)  | 23.06.2022 | «Барабашка»                  | Странные звуки по ночам, пропадающие из квартиры вещи, а также влияние бульварной прессы наталкивают родителей Яковлева на мысль о том, что в их доме завёлся барабашка. Володя берётся им помочь, но вскоре и он начинает верить в нечисть. В это же время жена Горшкова заявляет, что и в их квартире живёт домовой. Олег Иваныч решает привлечь потусторонние силы к расследованию убийства.       |
| 7 (23)  | 27.06.2022 | «Киллер»                     | Горшков поручает Яковлеву и Гудковой поймать наёмного убийцу, который по заказу одних криминальных авторитетов отстреливает других криминальных авторитетов. Яковлев загоняет киллера в ловушку и узнаёт в нём своего давнего товарища. |
| 8 (24)  | 27.06.2022 | «Двойники»                   | К Горшкову обращается продюсер молодёжной группы — он уверяет, что ребята, которые выступают под названием его группы, на самом деле их двойники. Яковлев с Гудковой арестовывают музыкантов во время концерта, но на них набрасываются фанатки группы. |
| 9 (25)  | 28.06.2022 | «Магазин на диване»          | Мода на телемагазины не обходит стороной ОВД «Барвиха». Яковлев, восхищенный новым видом торговли, вместе с Горшковым открывают свой «магазин на диване» и начинают торговать китайским конфискатом непонятного назначения. Предприятие оказывается сверхуспешным, к бизнесу подключается все семейство Яковлева, Маша Гудкова и другие сотрудники ОВД. Однако и в этот раз им не светит разбогатеть. |
| 10 (26) | 28.06.2022 | «Выборы»                     | Генерал, начальник Горшкова решил идти на выборы в Думу. Для этого он заставляет весь отдел собирать за него подписи. Кто соберёт больше всех — тому внеочередное звание. Яковлев пытается собрать подписи обычным способом, но ничего не выходит. |
| 11 (27) | 29.06.2022 | «Кто я?»                     | Яковлев на волне расцвета молодёжных субкультур пытается понять, кто он — панк, скинхед, рэпер или металлист. Вопрос самоидентификации не даёт ему покоя, он начинает метаться от одной группировки к другой, параллельно расследуя кражу Макинтоша. |
| 12 (28) | 29.06.2022 | «Одной левой»                | Тишина ночных рублёвских улиц прерывается звуком бьющегося стекла в тот момент, когда из окна одного особняков выпадает женщина. Пострадавшая во время ограбления пенсионерка является единственной свидетельницей преступления, однако сломанная челюсть сводит возможность выполнения обстоятельств к нулю.                                                                                         |
| 13 (29) | 30.06.2022 | «Медовая ловушка»            | На пороге квартиры Яковлева появляется Жанна с грустной историей своей жизни после их расставания. Выясняется, что она вышла замуж за американского продюсера, который, по её словам, оказался чудовищем. Певица вернулась на родину, чтобы развестись с ним, и после этого воссоединиться с Володей. Окрылённый перспективами Яковлев начинает фабриковать дело против Гарри.                        |
| 14 (30) | 30.06.2022 | «Ray from the USA»           | К великой радости Гудковой и негодованию Яковлева в Москву возвращается Рэй Смит. Он привозит на похороны отца ценного свидетеля — американку русского происхождения Лану. Приставленный для охраны Яковлев спасает ей жизнь во время покушения. Между ними пробегает искра, но Денис говорит ему, что Лана — трансгендер, что не даёт Володе возможности рассказать о своих чувствах.                |
| 15 (31) | 01.07.2022 | «Внедрение»                  | Поведение Дениса начинает тревожить родителей, и они просят Яковлева узнать, что происходит с братом. Володя выясняет, что Денис подал документы в ФСБ и, внедрившись в банду преступников, должен помочь спецслужбам накрыть трафик оружия. Братья становятся заложниками разборок между двумя преступными группировками.                                                                            |
| 16 (32) | 01.07.2022 | «Обсешн»                     | Яковлев, засмотревшись на красивую девушку Сандру, врезается на своём Запорожце в дорогую иномарку. Волей случая хозяином разбитого «кабанчика» оказывается отец той самой красавицы, типичный новый русский. Чтобы отработать долг, Яковлев временно становится личным водителем Сандры. |

## Производство
Впервые о сериале стало известно в октябре 2020 года на презентации нового телесезона (2020/2021 годов) телеканала ТНТ.
Главную роль исполняет актёр Артём Сучков, дебютировавший в роли молодого милиционера Владимира Яковлева в 2018 году во флэшбэках четвёртого сезона телесериала «Полицейский с Рублёвки».
Молодого Яковлева в сериале должен был озвучивать Сергей Бурунов, сыгравший героя в зрелом возрасте в телесериале «Полицейский с Рублёвки», но от этой идеи решили отказаться.
Изначально сериал планировалось выпустить в формате 16 серий по 25 минут каждая, однако позже было принято объединить 16 эпизодов в 8 серий хронометражом по 48 минут.
Для режиссёра и креативного продюсера сериала Полины Ануфриевой проект стал дебютом и в качестве актрисы в эпизоде.
Осенью 2021 года стартовали съёмки второго сезона.

## Ссылка
- Страница сериала на сайте канала ТНТ
- Страница сериала в онлайн-кинотеатре PREMIER

Полицейский с Рублёвки